# Каргиба
Каргиба́ (каз. Қарғыба) — село у складі Аксуатського району Абайської області Казахстану. Входить до складу Кумгольського сільського округу.
Населення — 661 особа (2021; 796 у 2009, 988 у 1999, 1114 у 1989).
Національний склад станом на 1989 рік:
- казахи — 100 %

До 1993 року село називалося Соціал, у радянські часи мало також назву Жанажол.